# Plantago tandilensis
Plantago tandilensis är en grobladsväxtart som först beskrevs av Pilger, och fick sitt nu gällande namn av K. Rahn. Plantago tandilensis ingår i släktet kämpar, och familjen grobladsväxter. Inga underarter finns listade i Catalogue of Life.